# Chantiers de l'Atlantique
Les Chantiers de l'Atlantique sont un chantier naval situé à Saint-Nazaire, dans l'estuaire de la Loire, en France.
Héritiers des chantiers qui se sont succédé dans le port de Saint-Nazaire depuis 1862, celui de John Scott, les Chantiers de Penhoët et les Ateliers et chantiers de la Loire, ils prennent leur nom actuel après la fusion de ces deux dernières entités en 1955. Ils ont également porté le nom de Alsthom Atlantique après 1976 et l'acquisition du chantier par le groupe Alsthom. Entre 2006 et 2008, ils sont renommés Aker Yards France, puis STX France entre 2008 et 2018, au gré des groupes industriels ayant possédé le site industriel. Ce chantier naval fait partie intégrante du patrimoine maritime français, il s'agit du dernier grand chantier naval en France depuis la fermeture du Chantier naval de La Ciotat en 1989.
Avec une superficie de plus de 150 hectares, il s'agit de l'un des plus grands du monde. Au cours de son histoire, le chantier a construit un grand nombre de navires, dont les célèbres paquebots Normandie, France, Queen Mary 2 et Wonder of the Seas, ainsi que le pétrolier géant Batillus. Il est aujourd'hui axé sur son marché historique : la construction de paquebots. Dans une moindre mesure, des navires de guerre y sont aussi construits ainsi que des installations offshore destinées à l'exploitation des énergies marines.

## Histoire

### Fondation par John Scott (1862-1870)
Le 18 janvier 1862, John Scott, industriel écossais, signe un contrat avec les frères Pereire de la Compagnie générale transatlantique (CGT), s'engageant sur la livraison de huit paquebots à voiles et roues à aubes, dont cinq construits en France. John Scott possède déjà des chantiers navals à Greenock, dans l'estuaire de la Clyde, en Écosse. À Penhoët, hameau de Saint-Nazaire situé en bord de Loire et proche du nouveau port, quatre cales de construction sont réalisées. John Scott assure directement sur site, avec son équipe de quinze contre-maîtres anglais, la formation d'une main d’œuvre recrutée localement, majoritairement en Brière. Ces chantiers serviront à la construction d'une partie des navires (essentiellement la coque) de la flotte de la CGT qui a obtenu en 1861 un accord avec l'État français en signant un contrat de convention postale pour assurer pendant vingt ans une liaison maritime entre Le Havre et New York et entre Saint-Nazaire et Panama.

Le premier paquebot, l'Impératrice Eugénie est lancé le 24 avril 1864, suivi par les quatre autres aux cours des deux prochaines années : le France, le Nouveau Monde, le Panama et le Saint-Laurent. Mais la CGT connait des déboires financiers et la banqueroute est prononcée le 25 novembre 1866. Le chantier, qui emploie environ mille huit cents personnes, doit fermer. 

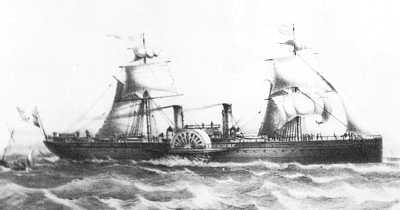
Impératrice Eugénie, lancé en 1864, premier paquebot transatlantique construit en France et premier navire issu de la construction navale à Saint-Nazaire.

L'activité sera reprise sous le nom des Chantiers de l’Océan entre 1869 et 1870, sans succès, malgré la réalisation du Ville de Brest, premier navire à hélices construit en France.

### Chantiers de Penhoët (1881-1955)
Plusieurs facteurs vont permettre aux chantiers nazairiens de prendre leur essor durablement.
Les forges de Trignac, fondées à proximité en 1879, vont permettre de fournir plus facilement le chantier naval en plaques d'acier constitutives de la coque des paquebots. Un décret du 29 janvier 1881 permet aux constructeurs de navires français d'obtenir des primes, afin d'écarter la concurrence étrangère. Enfin, en 1881, le bassin de Penhoët est agrandi par l'ingénieur René Kerviler et inauguré par le ministre des travaux publics et le ministre des Postes le 8 mai 1881. De 1881 à 1900, ces Chantiers de Penhoët construiront principalement des paquebots pour la CGT, dont La Bretagne (1886), La Touraine (1891), La Navarre (1893) et La Savoie (1900).
En 1900, sous une nouvelle direction, les chantiers deviennent la « Société des Chantiers et Ateliers de Saint-Nazaire - Penhoët »

### Ateliers et chantiers de la Loire (1882-1955)
Les Ateliers et chantiers de la Loire, qui possèdent plusieurs sites de fabrication et de réparation de bateaux à Nantes, ouvrent un nouveau chantier à Saint-Nazaire en 1882, en amont du bassin de Penhoët. Ce chantier se spécialise dans la réalisation de navires de guerre, dont le Condorcet et le Diderot, lancés en 1909.
Les Ateliers et Chantiers de la Loire se sont aussi intéressés à l'aéronautique, produisant les avions Loire-Gourdou-Leseurre, Loire Aviation et Loire-Nieuport. Nationalisée en 1937 pour devenir la Société nationale des constructions aéronautiques de l'Ouest, l'activité de construction aéronautique dans la région de Saint-Nazaire continue aujourd'hui avec le site Airbus de Montoir-de-Bretagne.
À plusieurs reprises, et dès la fin du xixe siècle, les deux chantiers de Saint-Nazaire ont uni leurs efforts pour réaliser de grandes unités, comme le paquebot Normandie en 1931 ou le cuirassé Jean Bart en 1938.

### Seconde Guerre Mondiale
Le Jean Bart devait être lancé en octobre 1940. Sous la conduite de Pierre-Jean Ronarc'h, le navire inachevé parvient à quitter Saint-Nazaire le 19 juin 1940, avant l'arrivée des Allemands, et à rallier Casablanca par ses propres moyens.
Saint-Nazaire, non seulement avec ses chantiers de construction et de réparation navale, mais aussi avec sa base sous-marine allemande et son port de commerce, constitue un centre névralgique du dispositif militaire du Troisième Reich. A ce titre, la ville devient une cible pour les forces Alliées.
Le 27 mars 1942, un commando britannique détruit la forme Joubert lors de l'opération Chariot, ce qui handicape durement le fonctionnement du port et des chantiers navals.
Le bombardement américain du 9 novembre 1942 entraîne la mort de 186 civils, parmi lesquels 134 élèves de l'école d'apprentissage des chantiers de Penhoët, âgés de 14 à 17 ans. Les chantiers navals sont détruits.

### Chantiers de l'Atlantique (1955 - aujourd'hui)
Au début des années 1950, les commandes des pouvoirs publics français de flotte civile et commerciale cessent. Parallèlement, une nouvelle donne économique se dessine : le marché de la construction navale s’internationalise. Les chantiers de Saint-Nazaire apparaissent comme peu compétitifs face aux nouveaux chantiers navals du Japon, de Corée et autres pays. Une réorganisation de la construction navale s’impose alors, avec pour mots d’ordre : compétitivité, production en série pour les navires de charge et intégration de nouvelles techniques pour réduire les temps de construction,.
Les Chantiers de l'Atlantique sont directement issus de la fusion des Ateliers et Chantiers de la Loire et des Chantiers de Penhoët en 1955. Après cette réorganisation, l’activité des chantiers est de nouveau florissante, avec notamment la construction de paquebots, cargos, pétroliers et méthaniers.
À partir de 1956, les chantiers s’attellent à la construction du grand paquebot France. Ce navire d’exception mythique a nécessité soixante-deux mois de travail. Il est inauguré en 1960 par le général de Gaulle.
Au début des années 1960, la construction navale est confrontée à une situation nouvelle, où on assiste à la disparition des commandes de paquebots et de navires militaires, alors que les pétroliers et méthaniers, nouveaux navires gigantesques font leur apparition sur le marché. Parallèlement, la concurrence internationale est féroce, notamment avec le Japon qui prend une place prépondérante.
En 1964 pour faire face, à Saint-Nazaire les Chantiers de l’Atlantique se restructurent, la fonderie de Saint-Nazaire ferme ses portes, la totalité des 250 employés est licenciée. De quoi donner lieu à une vaste grève générale, et à plusieurs semaines d’occupation de l’usine. Mais on assiste à la mise en place d’importants plans d’investissements structurels visant à créer un chantier moderne. Ces transformations permettent grâce à une meilleure utilisation de l’espace, de mener à bien la construction de plusieurs navires en même temps. C'est le début de l’ère de la préfabrication. La forme de montage se dote d’une forme profonde. L’automatisation des services est également en marche, avec les premières machines à commande numérique, les tables traçantes et la mise en place de l’ordonnancement.
Dans les années 1970, la fermeture du canal de Suez rend nécessaire la construction de pétroliers géants. Les chantiers de Saint-Nazaire sont dotés d'un bassin d’armement à flot capable d’accueillir des pétroliers d’un million de tonnes, ce qui leur permet de livrer, entre 1976 et 1979, à la compagnie pétrolière Shell, les quatre plus grands pétroliers du monde (Batillus, Prairial, Bellamya, Pierre Guillaumat).
Parallèlement dans un contexte économique difficile, les chantiers sont confrontés à des difficultés économiques, la direction du chantier nazairien décide d'une introduction à la bourse de Paris, ce qui est effectif dès juin 1974. La direction œuvre également pour la création de partenariats industriels, organisés selon le modèle japonais.

#### Dans le giron d'Alsthom (1976-2006)
En octobre 1976, soit seulement deux mois après le début des négociations, la fusion entre les Chantiers de l’Atlantique et Alsthom est effective, donnant naissance au groupe Alsthom-Atlantique (qui deviendra la branche Alstom Marine),.
Les chantiers navals continuent de souffrir de la concurrence mondiale et de la cyclicité de son activité. Les dirigeants du chantier de Saint-Nazaire font néanmoins le pari ambitieux de retourner sur le marché des navires de croisière. Le retour est amorcé en 1980 avec la commande de deux petits paquebots-jumeaux de 600 cabines pour la Holland America Line avec le Noordam et le Nieuw Amsterdam.
Le grand virage est amorcé en 1985 avec la signature de la commande du Sovereign of the Seas pour la Royal Caribbean. Confiée aux ingénieurs français, la construction de ce paquebot de croisière représente un véritable défi avec un temps de construction record pour l’époque (vingt-neuf mois). En parvenant à parfaitement maîtriser les délais de livraison serrés, les chantiers navals de Saint-Nazaire font leur retour sur le marché des paquebots géants. En 1988 un vaste mouvement social bloque les chantiers pendant plusieurs jours, les ouvriers dénoncent la suppression de 135 emplois par la direction.

Tout en poursuivant son activité de constructeur de paquebots, les chantiers signent en 1991, une spectaculaire commande pour cinq méthaniers pour le groupe malaisien Petronas, dont les livraisons s’échelonneront de juillet 1994 à juillet 1997.

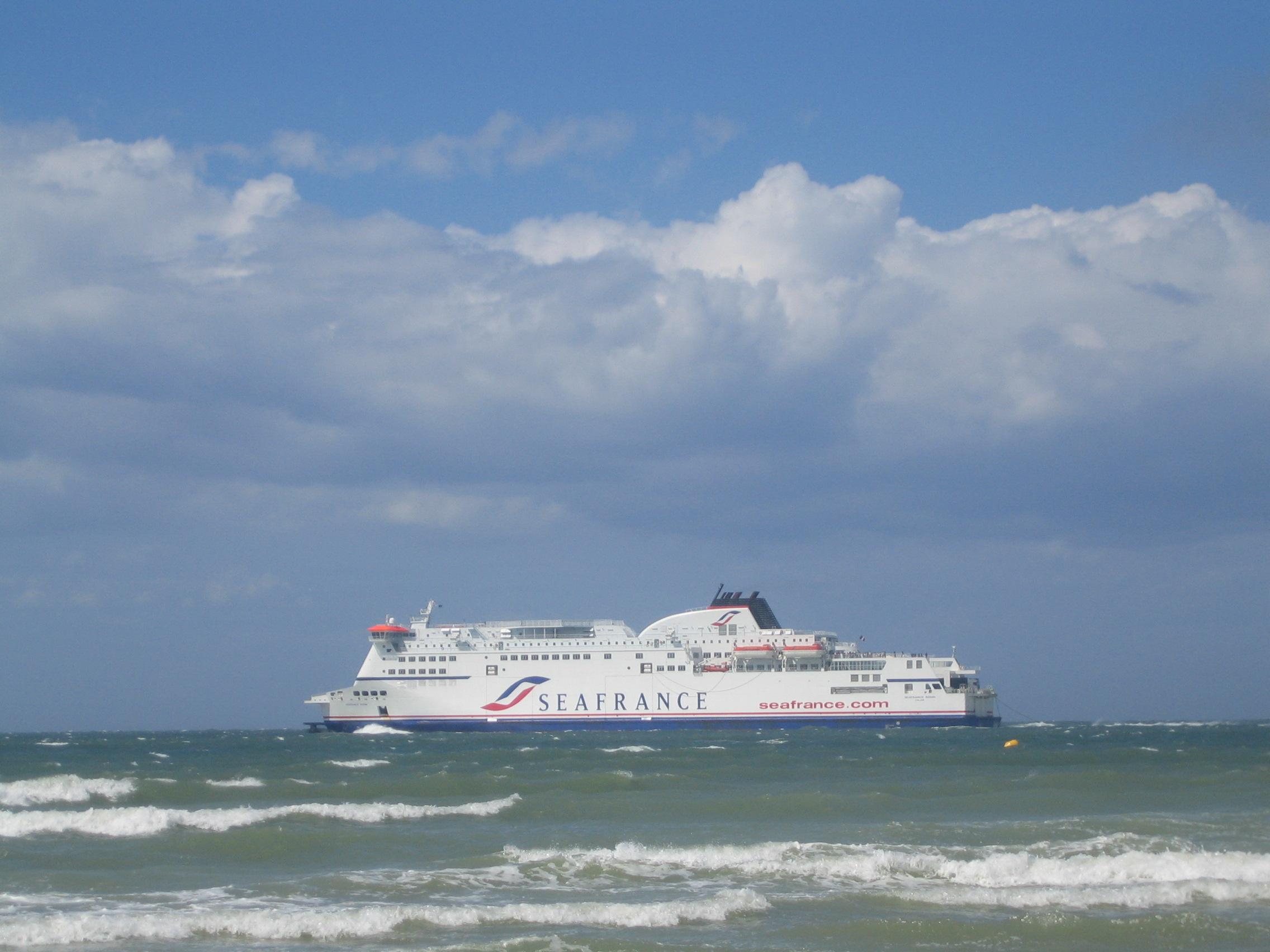
Le SeaFrance Berlioz, construit en 2005 à Saint-Nazaire.

Malgré un contexte économique souvent difficile et une concurrence accrue, le chantier de Saint-Nazaire poursuit son offensive sur le marché des paquebots. Le 6 novembre 2000, les chantiers signent la construction du Queen Mary 2 pour la Cunard. Le chantier renoue ainsi avec ses origines et la construction de transatlantiques. Le Queen Mary 2, alors le plus grand paquebot du monde, est livré en décembre 2003. Les chantiers enregistrent ainsi des commandes avec les plus grands armateurs au monde comme Mediterranean Shipping Company.
En 2001, dans le cadre du scandale de l'amiante, le tribunal de Nantes reconnaît une « faute inexcusable » de la direction. Les précautions n’ont pas été prises pour protéger les salariés et 1 500 ouvriers ont développé des maladies liées à l’amiante. Les plaignants, des salariés, seront indemnisés, et le montant de leurs dommages et intérêts sera majoré.
L'activité de construction de méthanier est transférée en Chine dans le cadre d'un transfert de technologie pour lequel des accords ont notamment été signés en 2001. Le premier méthanier chinois réalisé avec l'aide technique française a été lancé le 29 décembre 2005 et a été construit aux chantiers Hudong-Zhonghua de Shanghaï.

#### Difficultés financières et rachat par des entreprises étrangères (2006-2012)
Le 4 janvier 2006, le norvégien Aker Yards annonce le rachat à Alstom de 75% d'Alstom Marine pour 50 millions d'euros, ainsi que des chantiers navals de Saint-Nazaire et de Lorient (Alstom Louroux Naval),. Le rachat de 75% des Chantiers de l’Atlantique par Aker Yards prend effet le 31 mai 2006, le chantier prend ainsi le nom de Aker Yards SA (ou Aker Yards France pour des raisons commerciales),.

Logo de STX France de 2008 à 2018.

Après le désengagement en bourse dans Aker Yards de sa maison mère Aker (le principal actionnaire norvégien), la société est rachetée d'abord par surprise fin 2007 puis en 2008 par le groupe sud-coréen STX Offshore & Shipbuilding. La société Aker Yards devient donc STX Europe en novembre 2008, qui elle-même possède STX France. Ce même mois, l'État français acquiert 33,34 % de la société STX France par une augmentation de capital, cette participation lui permet d'obtenir une minorité de blocage. L'actionnariat de STX France est donc réparti entre 50,01% pour STX Europe, 33,34% pour l'État Français, et 16,65% pour Alstom. La participation d'Alstom est vendue à STX Europe en 2010, conformément à l'accord de vente conclu en 2006.
L'année 2010 voit la livraison du Norwegian Epic à la compagnie américaine Norwegian Cruise Line, troisième génération de paquebots, à l'époque le plus gros jamais construit à Saint-Nazaire.
À partir de 2011, les chantiers traversent une nouvelle passe difficile : presque aucune nouvelle commande n’a été signée cette année, et en mars 2012 la compagnie américaine Viking River Cruises (en) annule sa commande (signée fin 2011) de deux navires de croisière. Ce sont quatre millions d’heures de travail qui disparaissent alors du carnet de commande. La direction se voit obligée de mettre en place des périodes de chômage partiel. Les chantiers se lancent alors sur de nouveaux marchés, liés notamment aux énergies marines renouvelables avec des projets de recherche pour la conception et la pose de sous-stations en mer pour les éoliennes en mer géantes (projets Fondéol et Wattéole), ainsi qu'un navire pour la pose des éoliennes (projet Poséole),.
Également en 2011, le paiement d'un paquebot initialement prévu pour être livré en Libye est bloqué à cause des événements politiques s'y déroulant. Le chantier du paquebot se poursuit cependant. Après neuf mois de négociation, l'armateur de MSC Croisières, meilleur client des chantiers navals et seul armateur croisiériste majeur des Chantiers sur cette période, reprend le navire officiellement en mars 2012, il sera livré un an plus tard sous le nom de MSC Preziosa. Le navire commandé était en effet très proche des séries en cours pour MSC, la réintégration dans la flotte MSC était facilitée.

#### Période de renouveau et nationalisation provisoire (2012-)
Fin 2012, STX France signe son premier contrat pour la production d'une sous-station électrique destinée à une ferme éolienne en mer basée en Europe du Nord, et annonce un partenariat avec Areva pour les études d'un autre champ, afin d'optimiser le jacket des éoliennes (la structure porteuse qui relie l'éolienne au fond de l'eau), Areva se concentrant sur la turbine elle-même.
Quelques jours plus tard, dix ans après un conflit judiciaire qui avait marqué la rupture de leurs relations commerciales, les chantiers de Saint-Nazaire renouent avec la Royal Caribbean International et signent un contrat historique pour la construction d’un paquebot de croisière géant d'un milliard d'euros, le Harmony of the Seas, livrable à la mi-2016. Cette commande représente dix millions d'heures de travail réparties sur trois ans. Le contrat dispose également d'une option pour un second navire, à livrer au printemps 2018. Les deux premiers navires de la série avaient été construits par le chantier naval de Turku (STX Finland), mais le chantier n’arrivait pas à boucler le plan de financement, avec notamment un refus à trois reprises du gouvernement finlandais d'accorder un prêt de 50 millions d'euros à STX Finlande, au nom du respect des règles de la concurrence. C'est finalement avec le soutien de la Coface et de l’État français (via le ministère des Finances) que les chantiers de Saint-Nazaire décrochent ce contrat,.
Les bonnes nouvelles s'accumulent avec l'annonce en mars 2014, d'une commande de deux paquebots de classe Meraviglia pour MSC Croisières pour 1,5 milliard d'euros.
Un mois plus tard, STX France met sur cale en présence de Laurent Castaing (PDG des chantiers) et des deux dirigeants de Royal Caribbean, le paquebot Harmony of the Seas, après presque 3 ans de construction. Le même jour, l'armateur américain lève l'option et valide la construction du quatrième paquebot de classe Oasis (le deuxième construit à Saint-Nazaire). L'Harmony of the Seas quitte Saint-Nazaire le 15 mai 2016 devant plus de 70 000 personnes pour rejoindre Southampton avant d'effectuer sa première croisière en Méditerranée.
L'année suivante sera aussi fructueuse en commandes : STX France signe une commande de deux paquebots de 306 mètres en mai 2015 ainsi qu'une option pour la compagnie Celebrity Cruises, les Celebrity Edge et Celebrity Apex.

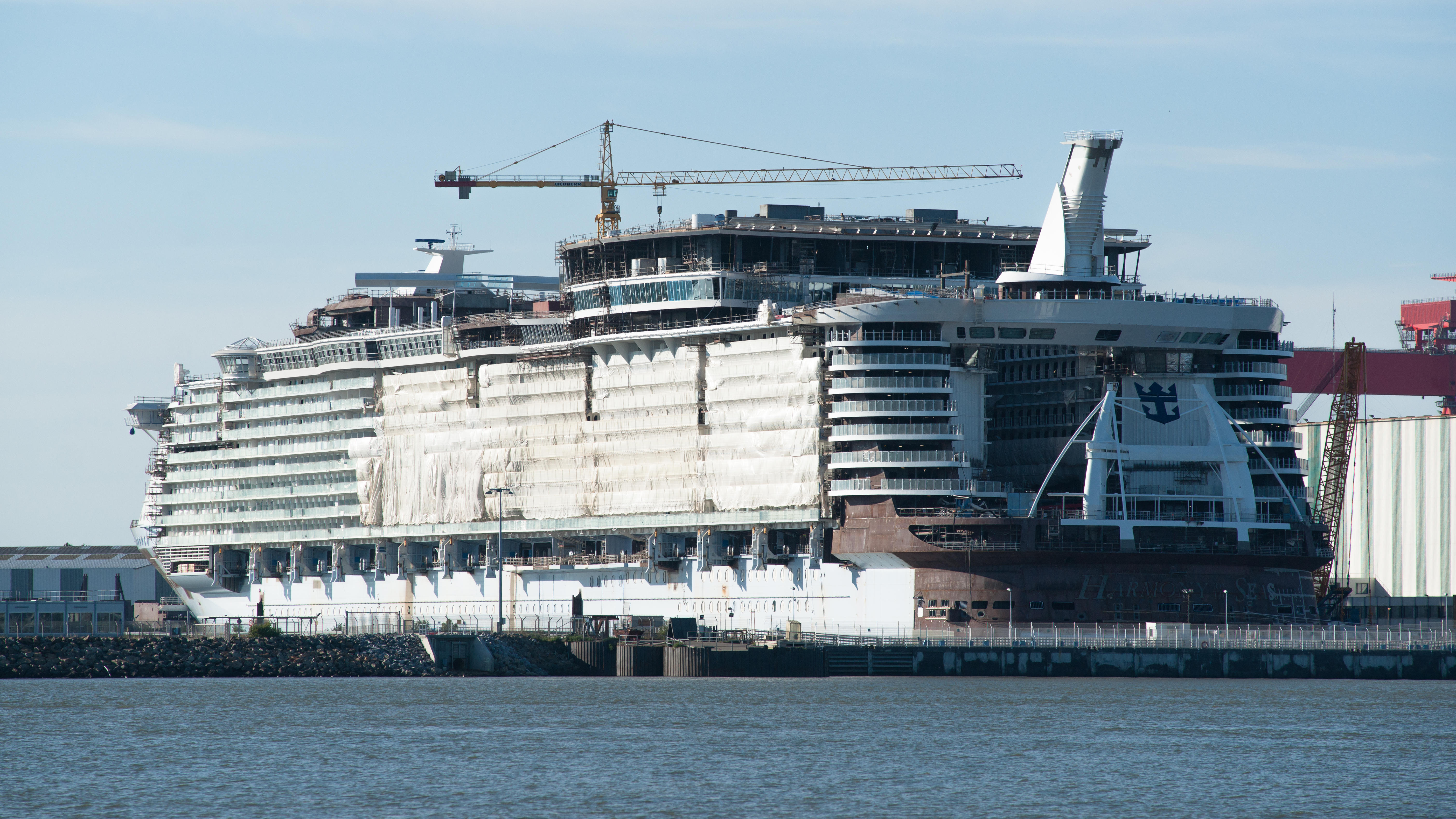
Harmony of the Seas, plus grand paquebot du monde, en construction à Saint-Nazaire en 2015.

Les Chantiers de l'Atlantique reçoivent en avril 2016 une commande historique de 4 milliards d'euros pour la construction de quatre paquebots de 333 mètres de long pour MSC, permettant aux chantiers d'avoir du travail jusqu'en 2027.
Cette période fructueuse pour les chantiers, qui ont désormais une visibilité qui s'étend presque à 2030, est également marquée par la nationalisation du site par l’État Français. En mai 2014, STX Europe (donc Saint-Nazaire, Lorient et Turku) est mis en vente par la Korea Development Bank, qui contrôle la maison mère, le groupe STX, alors en grande fragilité financière. En juin 2016, la maison-mère STX Offshore & Shipbuilding est placée en redressement judiciaire, et STX France est officiellement mis en vente le 19 octobre par la justice sud-coréenne qui lance un appel d'offres devant se clore début janvier 2017.
Les chantiers de Lorient sont vendus en septembre 2016 à Kership (filiale de Piriou et de DCNS).
Le 3 janvier 2017, le tribunal de commerce du district central de Séoul désigne le groupe italien Fincantieri, seul candidat, pour racheter au conglomérat sud-coréen STX Offshore & Shipbuilding, en redressement judiciaire, les 66 % que celui-ci détient dans sa filiale française, propriétaire du chantier naval de Saint-Nazaire. Cependant, face aux inquiétudes d'une possible fuite du savoir-faire, en particulier en Chine, des discussions sont entamées entre Fincantieri et l'État français, qui envisageait la nationalisation totale transitoire de l'entreprise pour sauvegarder les intérêts nationaux.
Un accord intervient entre les deux parties le 6 avril 2017. Il prévoit que le constructeur italien reprendra 48 % du capital de STX et restera minoritaire pendant au moins huit ans. L’État français, qui détient déjà 33,3 % de STX France, conservera un droit de veto. Il sera quasiment à égalité avec Fincantieri avec la participation de la DCNS (12 %). Le solde (6,7 %) sera détenu par une fondation bancaire italienne : la Cassa di risparmio di Trieste.
Mais les syndicats et les élus locaux s'opposent à ce montage financier en faisant valoir que Fincantieri deviendrait de facto majoritaire avec la fondation italienne. De nouvelles discussions s'engagent alors entre les deux parties, mais elles échouent, car Fincantieri refuse de partager le capital des Chantiers de l'Atlantique à parité avec l'État français ; et le 27 juillet 2017, le nouveau gouvernement français décide de procéder à une nationalisation « temporaire » de STX France afin de « défendre les intérêts stratégiques de la France », sans toutefois clore les négociations avec Fincantieri.
Le 27 septembre 2017, un compromis est finalement trouvé entre la France et l'Italie, aux termes duquel Fincantieri deviendrait propriétaire de 50 % des parts détenues par STX Europe, auxquels s'ajouterait 1 % prêté par l’État Français pendant douze ans. Par ailleurs, Naval Group entrerait au capital et entamerait des négociations pour conclure une alliance avec Fincantieri.

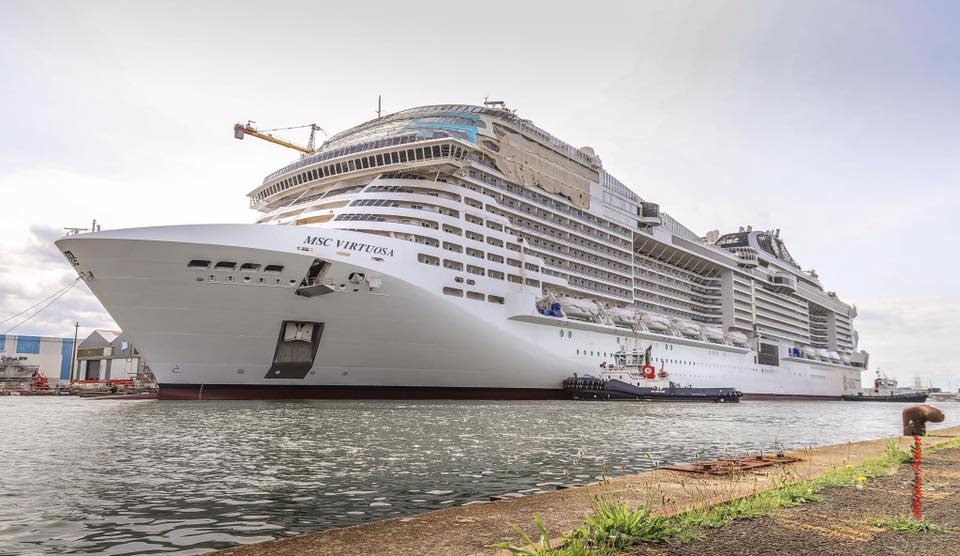
MSC Virtuosa en armement aux chantiers en août 2020.

Le 18 juillet 2018, dans l'attente du feu vert de la Commission européenne, la France procède à la nationalisation temporaire de STX France, qui redevient officiellement les Chantiers de l'Atlantique. Elle détient 84,34 % de ce chantier naval via son Agence des participations de l'État, et Naval Group, 11,67 %. Le reste est partagé entre les salariés (2,4 %) et le consortium CofiPME à hauteur de 1,59 %.
Mais le 30 octobre 2019, la Commission européenne annonce qu'elle ouvre une enquête sur le projet d'acquisition des Chantiers de l'Atlantique par Fincantieri car, selon elle, cette opération est susceptible de réduire la concurrence sur le marché de la construction navale de croisière, qui se limiterait de facto à un duopole en Europe : Fincantieri et le groupe allemand Meyer Werft. Selon Bruxelles, il en résulterait une hausse des prix des navires et l'innovation en pâtirait. L'exécutif européen devait statuer avant le 18 mars 2020, mais il a repoussé cette échéance.
À Saint-Nazaire, le rachat des Chantiers de l’Atlantique par Fincantieri rencontre l'opposition des élus locaux et des salariés. De plus, l’accord de rapprochement signé en février 2018, a été repoussé à quatre reprises par la commission européenne, il expire en fin d’année 2020. Le 27 janvier 2021, par un communiqué commun des gouvernements français et italien, Fincantieri annonce abandonner définitivement le rachat des Chantiers de l’Atlantique.
Des rumeurs sur l'apparition d'éventuels investisseurs français parcourent la presse à la fin de l'année 2020 (en réalité, les premières approches avaient été réalisées dès 2019), et, après l'abandon de Fincantieri, Jean-Claude Bourrelier, ex-patron des magasins Bricorama, via Bourrelier Group, annonce sa proposition de racheter 41 % du capital. Mais la proposition est rejetée par l'État français quelques semaines plus tard, celui-ci souhaitant prendre son temps et trouver un partenaire plus industriel,.
En 2022, les Chantiers de l'Atlantique signe un nouveau tournant dans son histoire. En début d'année, Ritz-Carlton, une chaîne d'hôtels de luxe confie aux chantiers de Saint-Nazaire la construction de deux paquebots de luxe. Le premier, le Luminara, voit sa construction achevée en 2025.
La même année, les Chantiers sortent un nouveau navire inaugural, le MSC World Europa, de la nouvelle classe World dont les études avait débuté en 2018. Cette nouvelle livraison marque une nouvelle avancée environnementale. Il sera le premier paquebot de croisière disposant de nombreuses innovations et nouveautés par rapport aux anciens paquebots de MSC. Il s'agit d'un navire hybride dont les cinq moteurs multi-carburants (Dual-Fuel), peuvent fonctionner avec du fioul marin et du gaz naturel liquéfié. Cette technologie est adoptée par le MSC Euribia (2023) et pour RCCL (Utopia of the Seas, 2024). D'autre part, l'utilisation de carburant à base de méthanol est installée sur la classe Edge de Celebrity Cruises, partiellement sur le Celebrity Ascent (en) et totalement sur le Celebrity Xcel (prévu octobre 2025).
Après de nombreuses années d'études et un échec fin des années 2000 sur le projet Eoseas, le futur paquebot écolo, les chantiers travaillent depuis 2018, sur un nouveau concept de propulsion vélique nommé SolidSail : une voile rigide 100% composite créée grâce à de nombreuses expertises. À l'été 2022, le concept SolidSail est présenté au grand public, et en 2023, le nouveau contrat est adapté pour une classe de voilier (de 220 m de long et d'un tonnage de 22 300 tonnes), l'Orient-Express Silenseas. Son lancement est prévu pour 2026.
Le futur porte-avions de la Marine française (PANG) y sera construit de 2027 à 2035.

## Localisation et installations des chantiers

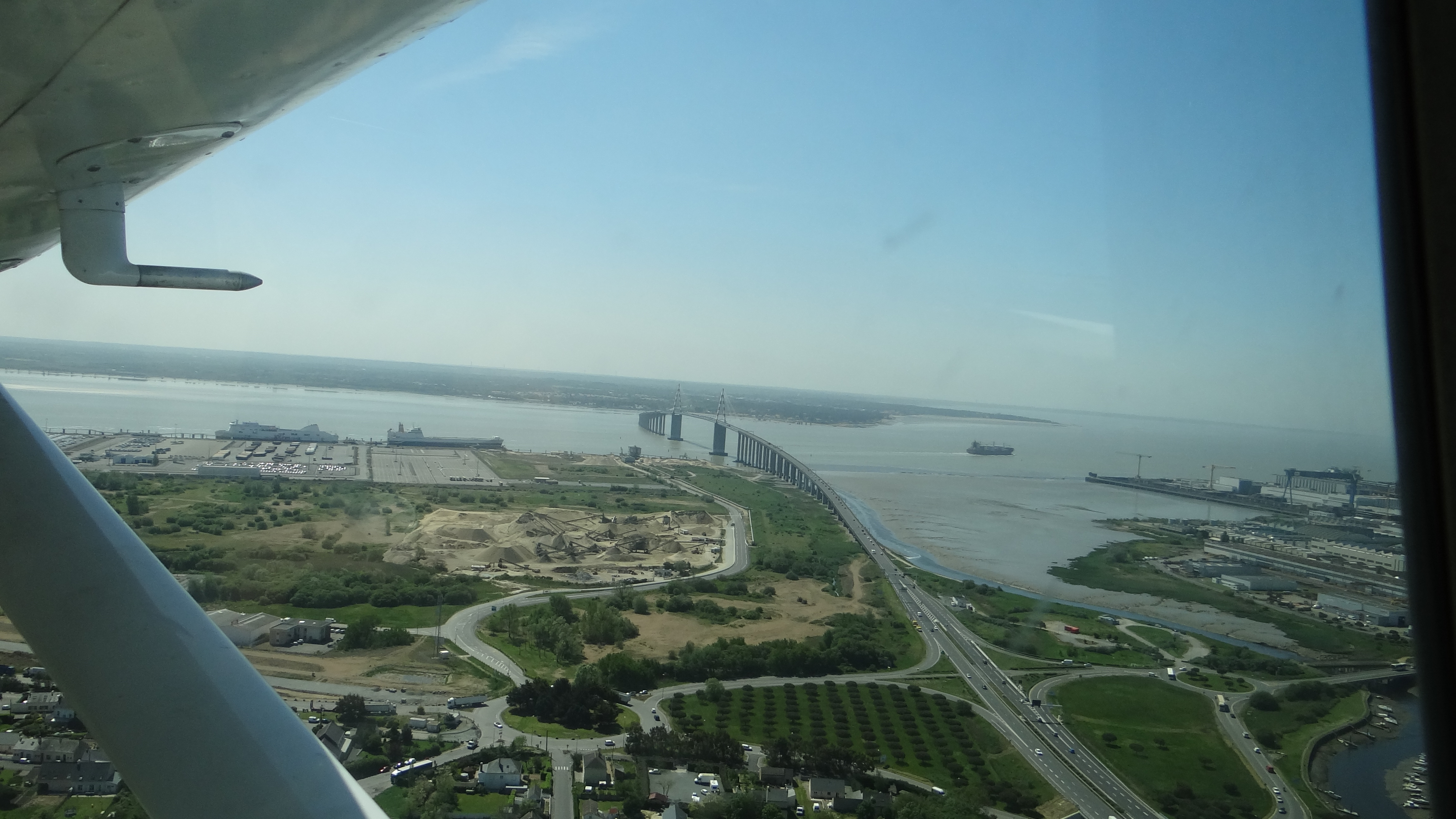
Les Chantiers de l'Atlantique à droite du pont de Saint-Nazaire.

Le chantier naval est situé principalement sur des terrains gagnés sur la Loire, sur une zone qui correspond encore au fleuve, mais l'océan Atlantique très proche garantit une profondeur suffisante, à marée haute, pour sortir de très gros bateaux.

### Formes de radoub
Les chantiers utilisent aujourd'hui une forme de construction décomposée en deux parties (forme A et B) pour le montage des navires, deux formes d'armements (forme C et forme-écluse Joubert) pouvant se transformer en cale sèche pour le carénage des bateaux et différents quais pour la finition de ces derniers (quai de Penhoët, quai de la Prise d'eau).
La forme « Caquot », du nom de son concepteur, a été creusée en 1935-1938 pour la fabrication du cuirassé Jean Bart. Elle est agrandie en 1966-1968 et devient la forme A.
La forme de construction B mesure environ 900 mètres de long sur 70 mètres de large et possède différentes profondeurs, selon l'état d'avancement des navires. Ainsi, on peut y trouver jusqu'à trois navires, simultanément, en assemblage. Elle est séparée en deux parties de profondeurs inégales : la forme A est située en amont et accueille la construction de navires de petite taille, ou de tronçons qui sont par la suite déplacés dans la partie profonde, la forme B. Celle-ci est plus longue et accueille les navires de taille imposante lors de leur assemblage. Elle se situe en aval de la forme d'assemblage.
Le bassin C, conçu dans les années 1970 pour la fabrication de pétroliers géants, mesure 450 mètres de long sur 95 mètres de large, une forme de radoub des plus grandes du monde. Il sert aujourd'hui à la finition des bateaux. Elle est transformée en forme d'armement et cale-sèche lors de la période 2000-2001 afin d'accueillir le Queen Mary 2. Sa capacité lui permet ainsi d'accueillir les plus gros paquebots construits par les chantiers. Les travaux d'armement et nécessitant la mise hors d'eau du navire y sont menés. L'armement et les finitions des mêmes navires de plus faible capacité, s'effectuent sur le quai de Penhoët, situé dans le bassin portant le même nom.
La forme Joubert, longue de 350 m et large de 50 m, accueille les paquebots de petites capacités. Propriété du port, elle est utilisée uniquement pour les travaux en cale sèche des paquebots de taille moyenne. Elle est aussi une écluse qui donne accès aux navires au bassin de Penhoët. Inaugurée le 29 octobre 1932, la construction dure en réalité de 1929 à 1934. Elle doit son nom à Louis Joubert, ancien apprenti des chantiers devenu chef d’entreprise et président de la chambre de commerce.

### Grues et portiques
Une grue avec une capacité de levage de 240 tonnes desservait la forme Jean Bart. Construite entre 1936 et 1937 aux Pays-Bas par la société Gusto, elle culminait à 66 m. Cette grue appelée plus tard la « Grand-mère » a été détruite en 1996.

En 1968, les Chantiers de l'Atlantique s'équipent de deux portiques au dessus de la forme de construction, l'un fabriqué par le constructeur allemand Krupp, l'autre par la société nantaise Joseph Paris. Le premier portique a une capacité de levage de 750 t, le second de 250 t. Un autre petit portique, permettant la manutention de petits blocs ou panneaux, se trouvait également sur l'aire de prémontage avant son démontage dans les années 1990.

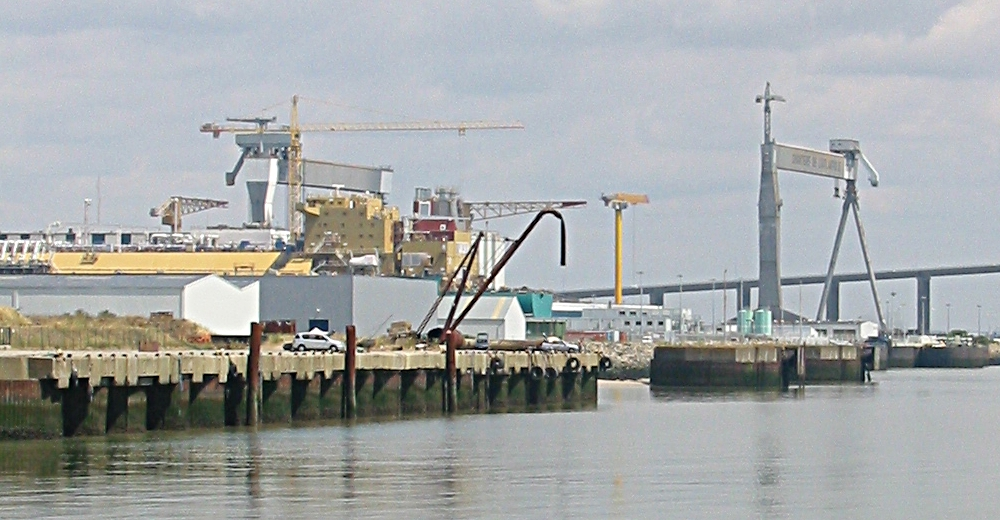
Une partie des installations dont les anciens portiques Krupp et Paris.

En 2006, le Paris, second portique (250 t) de la cale d'assemblage, est démonté (puis envoyé à la ferraille) faute de capacités de levage assez importantes pour répondre aux exigences des nouveaux navires de croisière. Conséquence de la signature de nouveaux contrats pour la construction de paquebots, STX France décide en 2010 d'augmenter à la fois la capacité de levage et le tirant d'air disponible sous portique afin d'optimiser la construction et de permettre la construction de navires plus hauts.
Ainsi, l'année 2013 voit le portique Krupp (750 t, en place depuis 45 ans sur l'aire de prémontage et officiant seul depuis 2006) rejoint par le nouveau « Très Grand Portique » surnommé TGP. Mis en service en mars 2014, ce portique plus puissant et plus grand permet de soulever des blocs pesant jusqu'à 1 400 t et mesurant 40 m de long pour 60 m de haut. Coûtant 30 M€ et pesant 5 000 tonnes, il s'agit du plus grand et du plus puissant portique d’Europe,. Les piliers furent réalisés au chantier STX de Dalian en Chine, la poutre centrale fut construite à Saint-Nazaire.

Le TGP commence donc sa longue carrière par la construction du plus grand paquebot du monde : Harmony of the Seas, paquebot de la classe Oasis de la Royal Caribbean. Initialement prévu à la vente courant 2014 lors de la mise en service du TGP, le Krupp ne trouve d'acquéreur. Plus d'un an après sa mise en vente, les Chantiers décident alors de le démanteler et de l'envoyer à la ferraille. Cependant, les soucis mécaniques du TGP et la hausse de l'activité des chantiers de l'Atlantique (carnet de commande complet jusqu'en 2026) obligent ces derniers à maintenir une configuration à deux portiques. Son démantèlement, et par la même occasion, sa vente sont alors annulés.

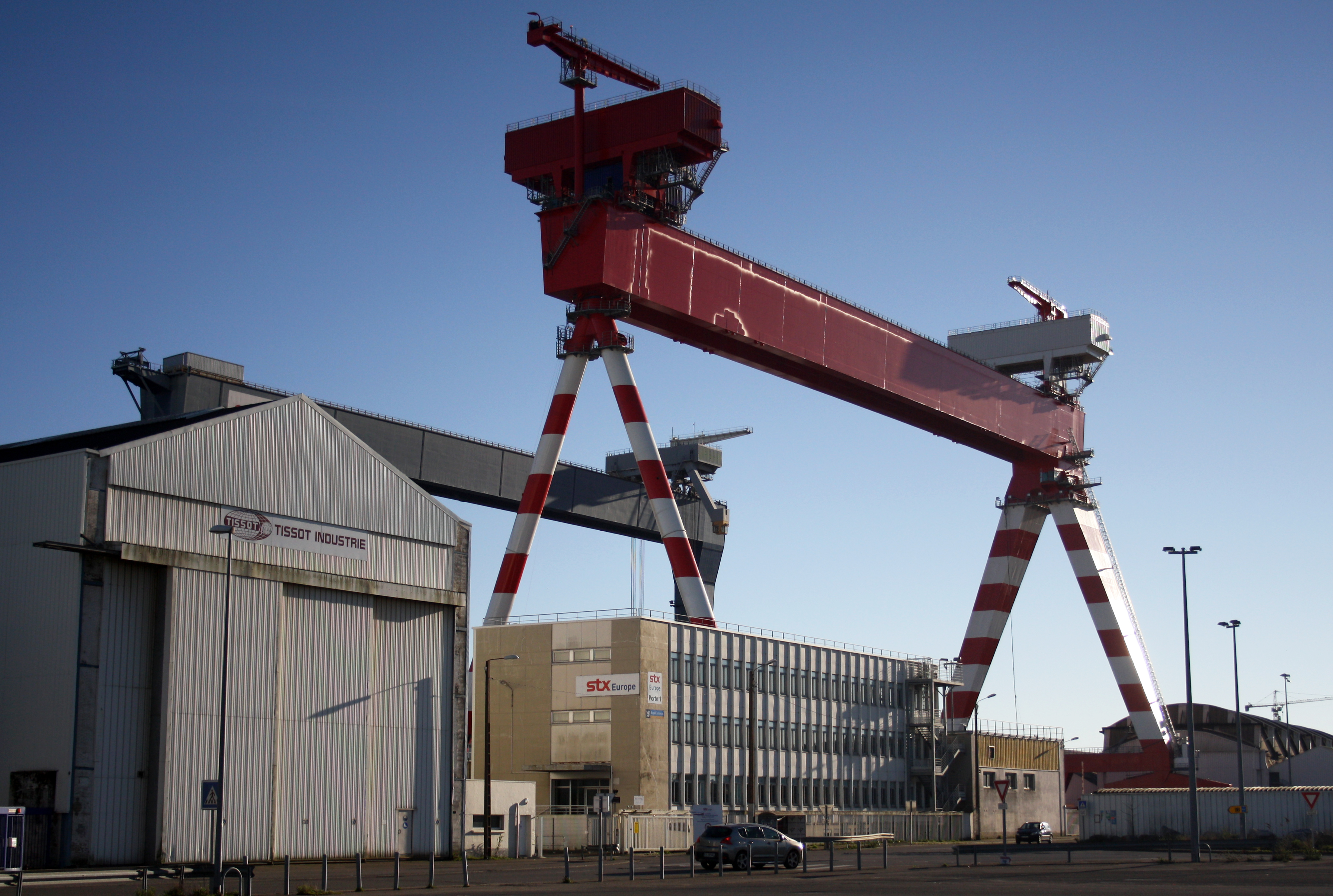
Le TGP construit en 2013 (en rouge au premier plan) et l'ancien portique Krupp en arrière-plan.

Interrogé par la revue Mer et Marine en septembre 2019 au sujet de l'avenir du vieux Krupp, le directeur général des Chantiers de l'Atlantique, Laurent Castaing, explique que « le remplacement de l’ancien portique est au cœur des préoccupations du moment. Un projet sera présenté fin octobre au Conseil d’administration, qui prendra la décision ». En réponse à la question sur la possibilité d'acquérir un second TGP, il affirme : « Nous n’avons pas besoin de deux portiques de 1400 tonnes, disons qu’il nous faudrait quelque chose entre le Krupp et le TGP (en termes de capacité) ». Avec un carnet de commande saturé, le remplacement du Krupp s'avère compliqué selon le directeur général : « Il nous faut, pour changer de portique, une période de trois à quatre mois durant laquelle une longueur significative de la forme peut être exclue des travaux de construction d’un navire » ; il précise : « Aujourd’hui, nous aurions une possibilité à l’été 2021 mais, encore une fois, la décision revient au Conseil d’administration ».
Le 23 octobre 2019, les chantiers annoncent dans un communiqué le remplacement de l'ancien portique Krupp par un nouveau portique qui devrait être opérationnel début 2022. Ce nouvel équipement, baptisé Très Haut Portique (THP) et qui coûte 35 millions d'euros, dépasse, en hauteur, d'une dizaine de mètres le TGP. Il « permettra d'installer la totalité des éléments de superstructures des grands paquebots, comme les cheminées, lors de leur séjour en forme profonde, alors que ces opérations sont actuellement menées à partir du bassin d’armement à l'aide de grues ». Ce nouveau portique d'une capacité de 1 050 t pour 81 m de haut « sera complémentaire du Très Grand Portique, dont l'utilisation pourra être maximisée pour la pose des méga-blocs en amont, en tirant le meilleur profit de l’extension récente de l'aire de prémontage ». Il est réalisé par la société finlandaise Konecranes, qui a réalisé en 2018 un équipement similaire pour le chantier finlandais Meyer Turku.
Début février 2022, le portique Krupp est démonté, ses 3 000 tonnes d’acier sont revendues comme ferraille. Son successeur est monté en mars 2022. Le THP est opérationnel depuis juillet 2022.
Le déchargement de tronçons de navires s'effectue aussi parfois grâce à la grue bigue du quai des charbonniers.

### Ateliers
Les plaques d'acier qui arrivent par l'embranchement ferroviaire du chantier, sont déplacées à l'aide de grands portiques équipés d’électroaimants, activés ou désactivés à volonté par les pontiers depuis leur cabine et stockées dans un parc à tôles[réf. nécessaire].
Elles sont ensuite utilisées dans les ateliers de préfabrication dont une ligne dite des panneaux plans, de mise en forme des panneaux (soudage, cintrage, perçage) et de découpage (oxycoupage) des tôles. Les autres ateliers sont ceux de l'usinage des profilés, de la préfabrication, du grenaillage et de la peinture. Tous ces ateliers et machines-outils sont fortement automatisés et robotisés.
Ces ateliers alimentent l'aire de prémontage sur laquelle sont assemblés les blocs de préfabrication. La masse de ces blocs peut aller jusqu'à 1 200 t, capacité maximum du portique TGP, puis ils sont positionnés sur les navires en construction. Cette aire s'étend sur 1 200 m le long de la forme de construction, et se complète de trois grues plus légères.
L'aire de prémontage (et par la même occasion, le champ d'action des portiques TGP et Krupp) est étendue de 30 % en novembre 2018 pour un investissement de 16 millions d'euros afin de répondre à l'augmentation de la charge industrielle.

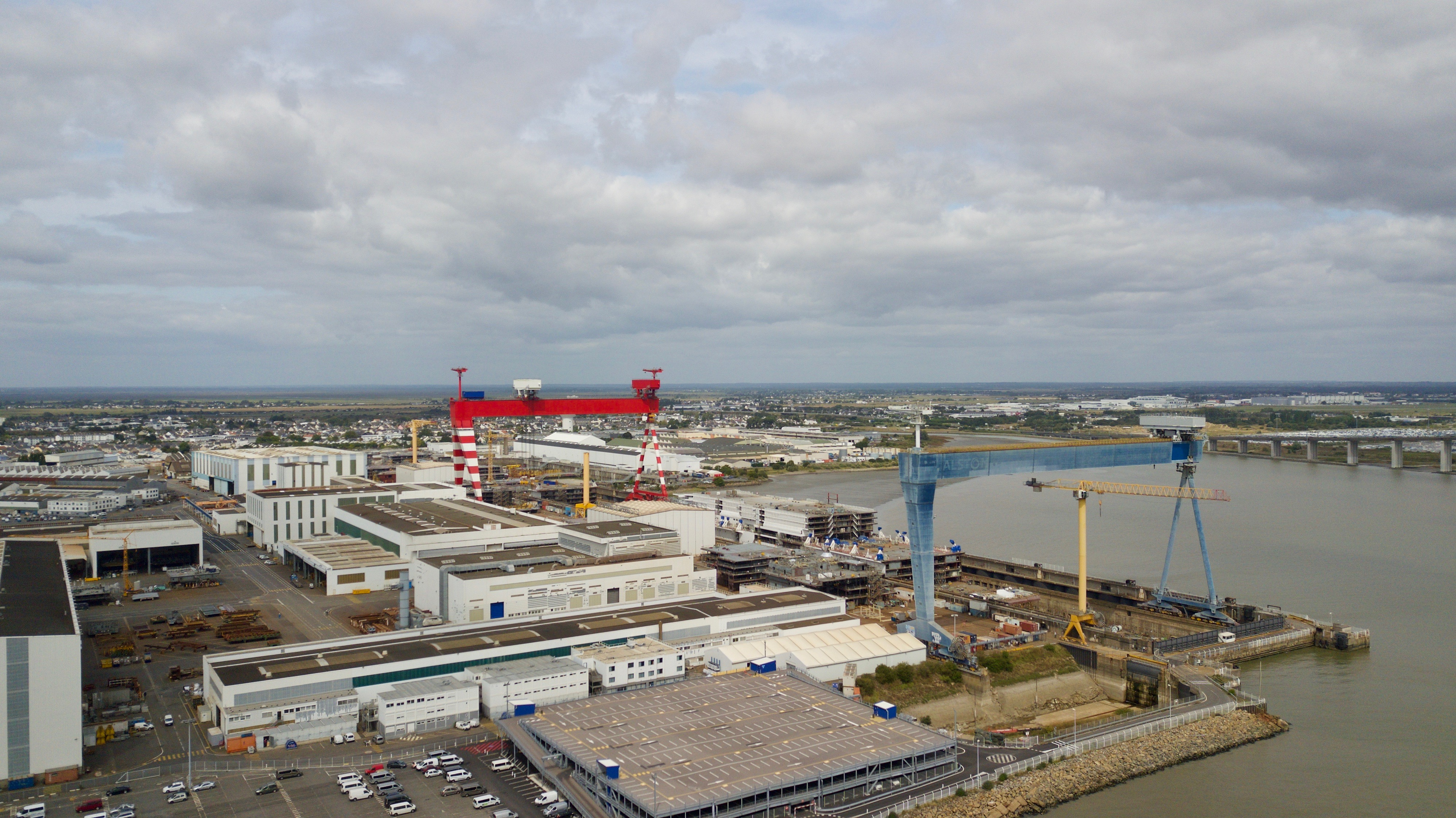
Site de construction.
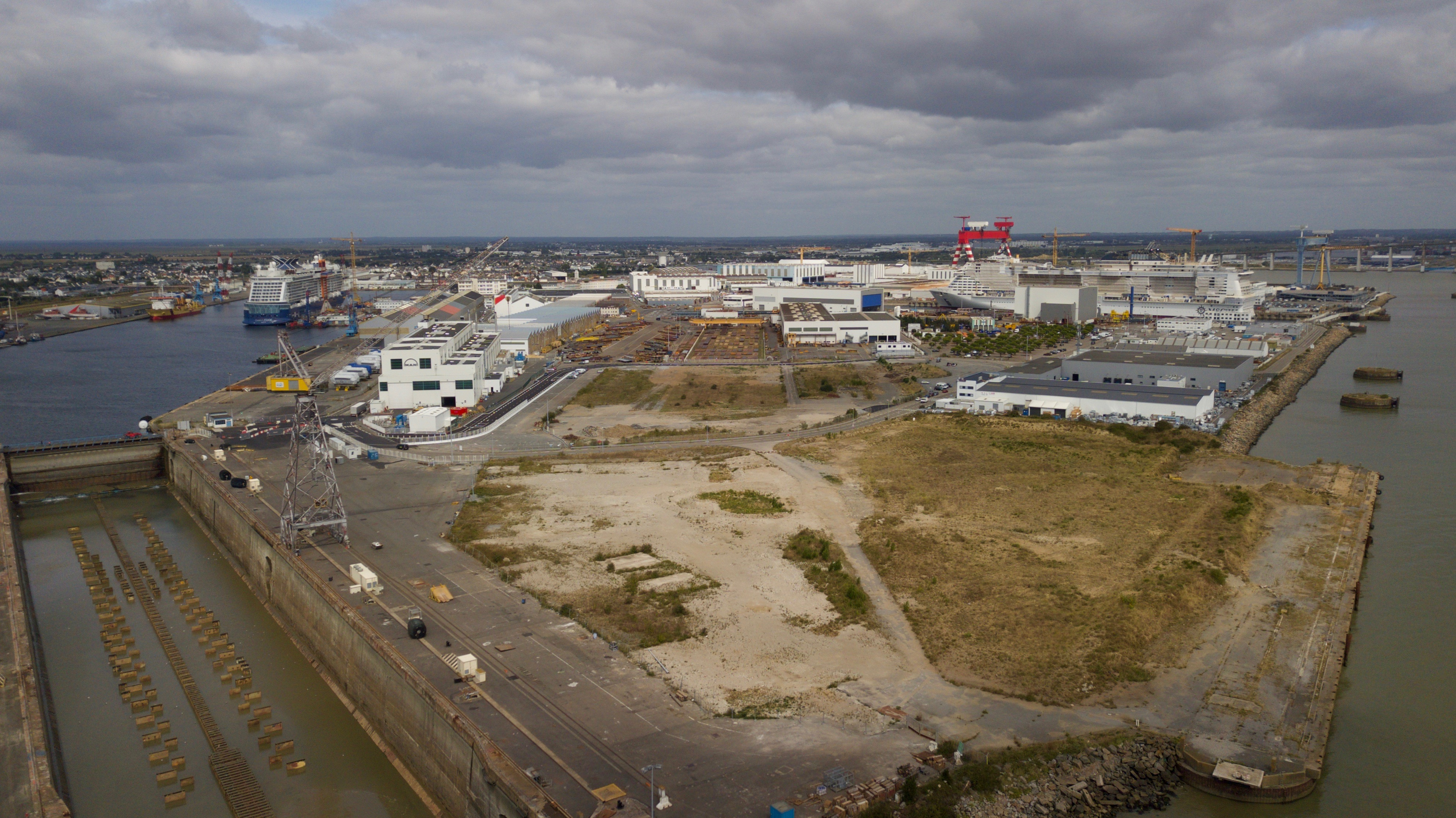
Vue depuis la forme Joubert.
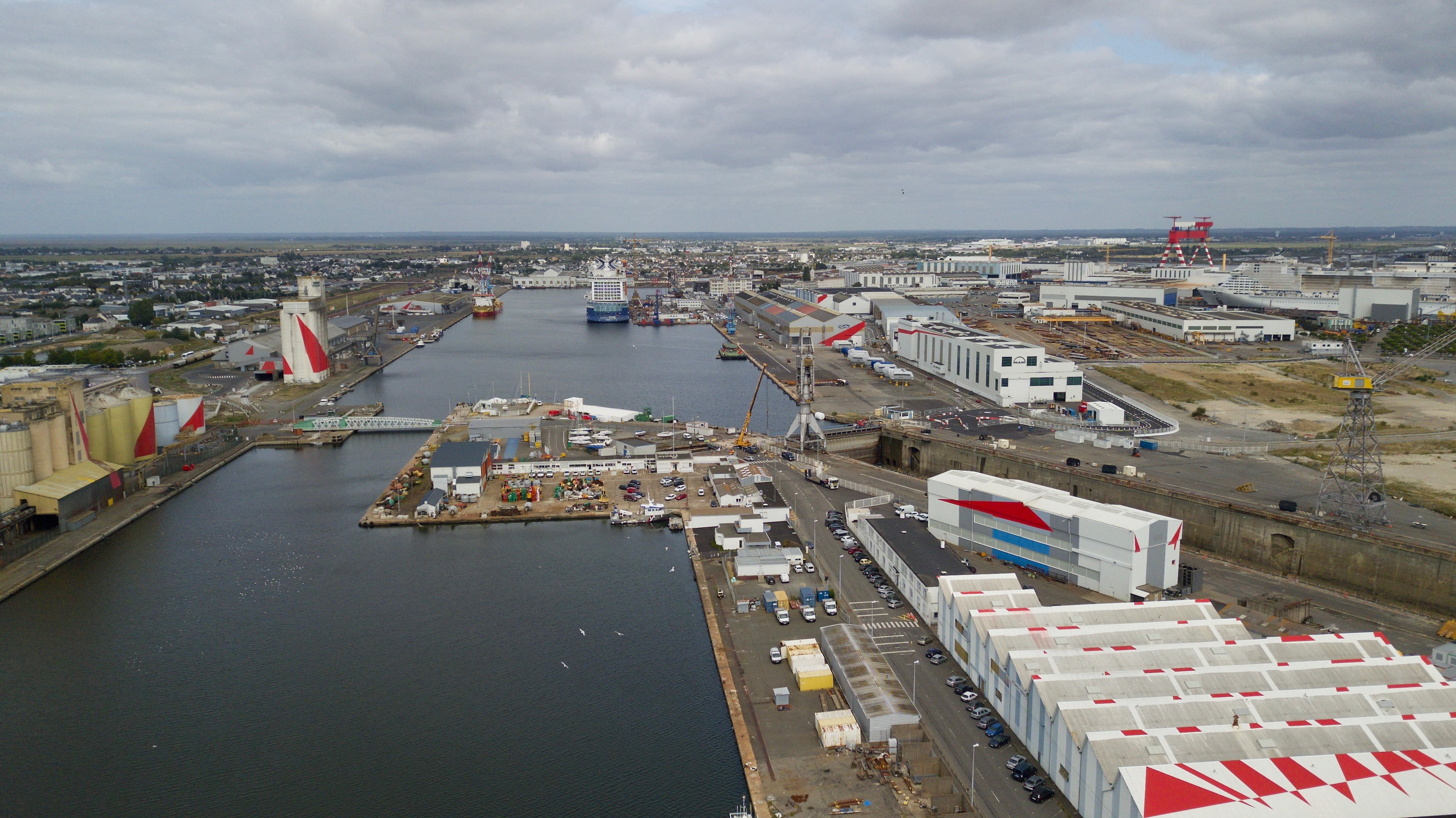
Vue du bassin de Penhoët.

## Savoir-faire

### Les grands pétroliers et méthaniers

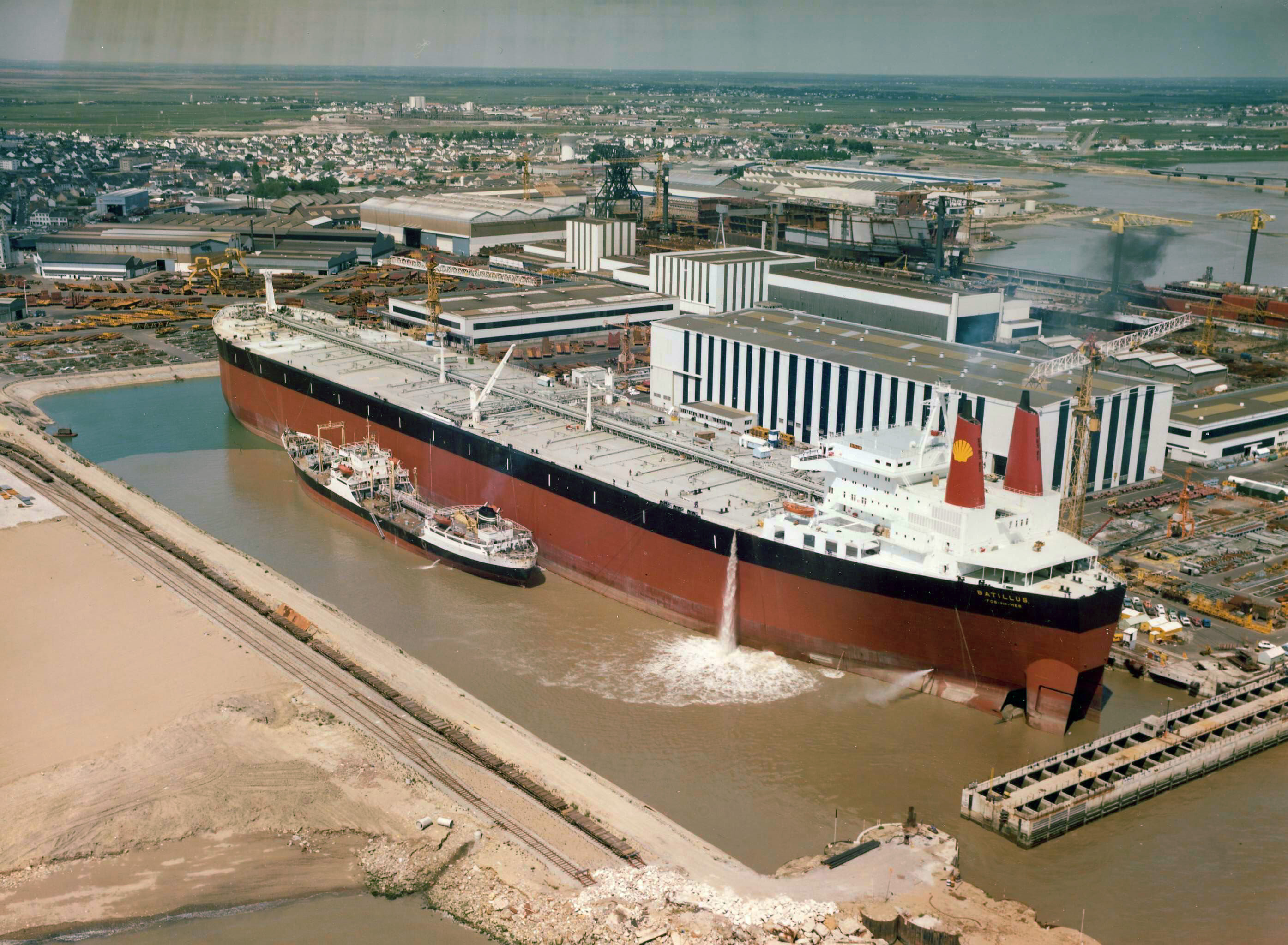
Le Batillus dans la forme d'armement, dont l'allongement aurait permis d'accueillir des navires de 1000000 dwt.

La construction de pétroliers fut une activité importante dans l'histoire des Chantiers de l'Atlantique.
Dès 1938, des pétroliers de plus de 20 000 dwt voient le jour à Saint-Nazaire, comme le Palmyre pour la Compagnie Navale des Pétroles.
En 1952, les pétroliers Bérénice et Bethsabée, pour la Compagnie auxiliaire de navigation, sont, avec leurs 33 000 dwt, parmi les plus grands pétroliers au monde.
Après la construction du France, les Chantiers de l'Atlantique modernisèrent leur outil de production pour répondre, notamment, aux attentes du marché pétrolier. Jusqu'à la construction du France, les Chantiers de l'Atlantique construisaient les bateaux sur une cale oblique et, une fois la coque et les superstructures finies, le bateau était lancé en glissant sur des plots graissés et rejoignait la mer. Ensuite, la finition était réalisée à quai dans un bassin à flots.
Au fil des années, les pétroliers devenaient de plus en plus gros et ce mode de construction ne convenait plus. En 1972, une grande forme de construction est construite. Cette forme existe toujours. Elle mesure environ 1 200 m de long sur 60 de large. Cette forme a permis la construction des quatre plus gros pétroliers au monde : le Batillus, le Bellamya, le Pierre Guillaumat et le Prairial, d'une capacité supérieure à 500 000 dwt chacun.
La course au gigantisme des pétroliers est liée au contexte historique. En effet, au début des années 1970 le canal de Suez est fermé en raison de tensions géopolitiques au Proche-Orient. Les pétroliers doivent donc faire le tour de l'Afrique en passant par le cap de Bonne-Espérance.
Une autre forme fut construite aux Chantiers de l'Atlantique : le bassin C. Ce bassin était initialement prévu pour la construction de pétroliers de 1 000 000 t. Mais la réouverture du canal de Suez fit avorter la construction de telles unités. Étant donné leur taille, elles n'auraient jamais pu franchir le canal de Suez.
Ce bassin sert aujourd'hui pour la finition des bateaux.
L'activité de construction de méthanier est transférée en Chine dans le cadre d'un transfert de technologie des accords ont notamment été signés en 2001. Le 29 décembre 2005, le premier méthanier de construction chinoise, réalisé avec l'aide technique française, a été lancé aux chantiers Hudong-Zhonghua de Shanghaï.
Depuis 2007, la construction de méthaniers n'est définitivement plus localisée à Saint-Nazaire,.

### Navires construits

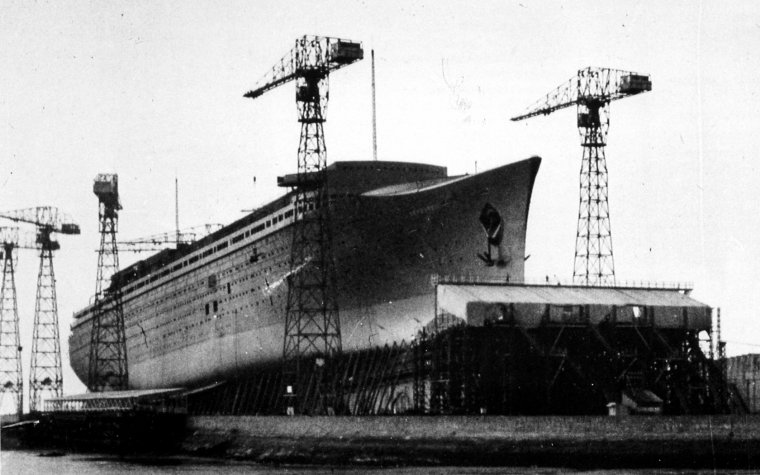
Le Normandie en construction à Saint-Nazaire en 1932.

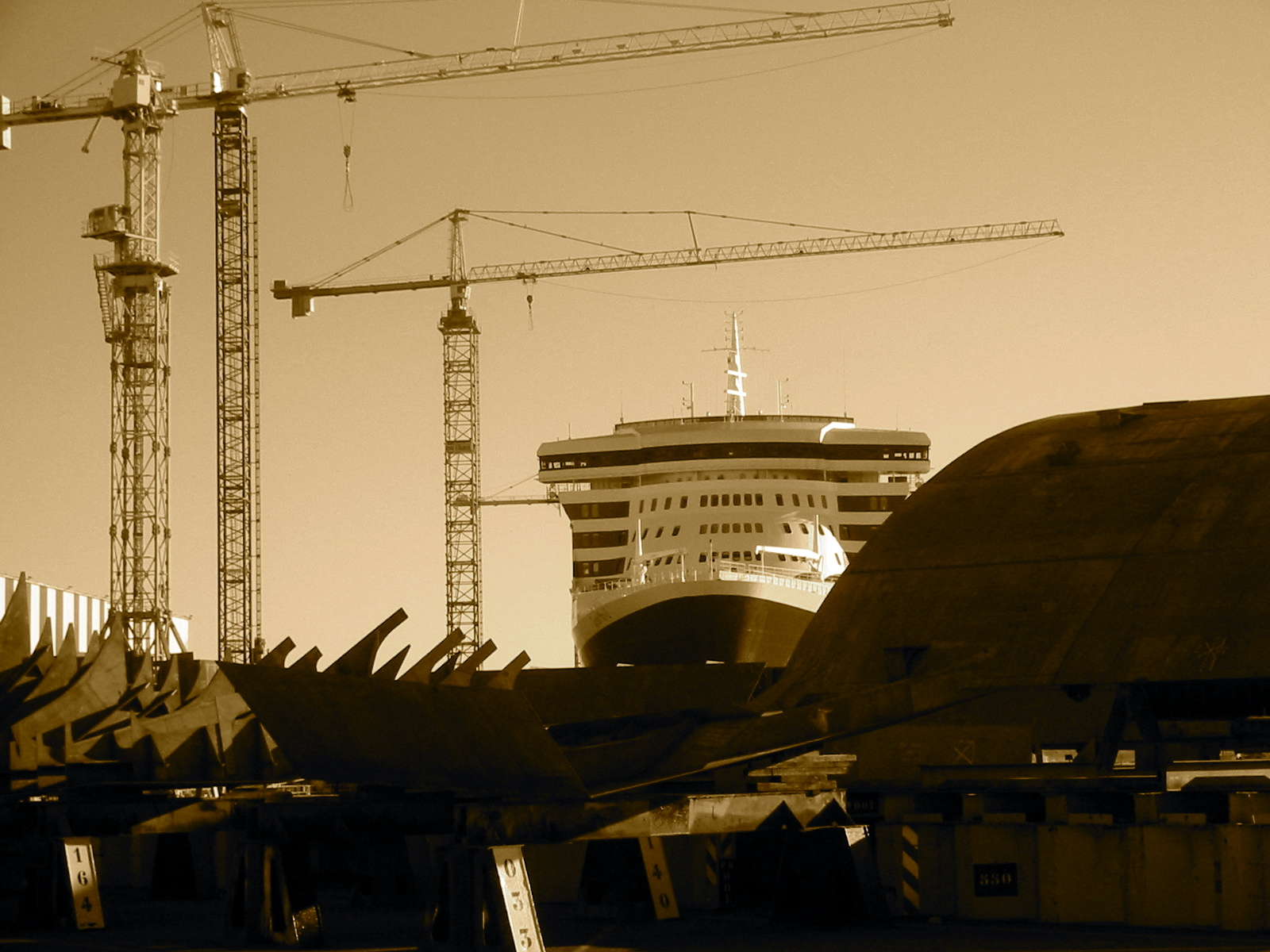
Le Queen Mary 2, l'un des plus célèbres paquebots construits aux chantiers, dans la forme d'armement.

Parmi les navires construits les plus célèbres, on peut citer :
- les paquebots transatlantiques : Impératrice Eugénie (1864), Île-de-France (1927), Normandie (1932), France (1960), Queen Mary 2 (2003) ;
- les paquebots de croisière : Norwegian Epic (2010),
  - les paquebots MSC de la classe Musica (2006-2010), de la classe Fantasia (2008-2013), de la classe Meraviglia (2017-2023), de la classe classe World (2022-en cours) ;
  - les paquebots RCCL/Celebrity Cruises de classe Sovereign (1988-1992), de la classe Oasis (2016-en cours), de la classe Edge (2018-en cours) ;
- les ferries : Danielle Casanova (1989), Bretagne (1989), Napoléon Bonaparte (1996) ;
- les pétroliers géants : Batillus (1976) et Bellamya (1976) pour Shell ; Pierre Guillaumat (1977) et Prairial (1979) pour CNN ;
- les méthaniers géants Gaz de France Global Energy (2006), Provalys (2006) et Gaselys (2007) pour Gaz de France ;
- le porte-avions : Foch (1960) ;
- les BPC : classe Mistral (2004-2016) ;
- les BRF : classe FLOTLOG (depuis 2021).

Les Chantiers de l'Atlantique construisent actuellement des paquebots de croisière et navires ravitailleurs.

### Éolien en mer
En 2011, à la faveur du projet d'implantation d'éoliennes en mer au large de Saint-Nazaire, les Chantiers de l'Atlantique se lancent dans la construction du prototype d'éoliennes qui seront implantées au large de Saint-Nazaire,.
En mai 2014, les chantiers livrent une sous-station électrique, c'est un énorme transformateur chargé de transférer l’électricité produite par un champ d'éoliennes pour l'acheminer vers des postes de transmission et de distribution à terre. Commandé en décembre 2012 par l’énergéticien danois DONG Energy, l’un des grands spécialistes mondiaux de l’éolien en mer, cet équipement est destiné au projet Westermost Raught, à l’Est du Royaume-Uni.
En mai 2024, un contrat historique de 4,5 milliards d'euros est signé entre les Chantiers de l'Atlantique, RTE et Hitachi Energy, avec à la clef la réalisation de trois nouvelles sous-stations électriques géantes pour de futurs parcs éoliens dans la Manche en Normandie et au large de l'Île d'Oléron.

## Organisation

### Direction
- René Fould : président des Chantier et Atelier de Saint-Nazaire (1945-1955), puis des Chantiers de l'Atlantique (1955-1960) ;
- Paul Petitjean : président des Ateliers et Chantiers de la Loire (1945-1955) ;
- Jean Pinczon : président des Chantiers de l'Atlantique (1961-1970) ;
- Jean Coune, directeur général des Chantiers de l'Atlantique (1965-1985)[72] ;
- Jean Cahen-Salvador : président des Chantiers de l'Atlantique (1971-1974) ;
- Pierre Loygue : président des Chantiers de l'Atlantique (1975-1976) puis d'Alsthom Atlantique (1977-1978)
- Roger Schulz : président d'Alsthom Atlantique (1979-1981)
- René Regard : directeur général des Chantiers de l'Atlantique (division constructions navales d'Alstom Atlantique) (1982-1984)
- Jean-Pierre Desgeorges : président d'Alsthom Atlantique (1982-1989)
- Alain Grill : directeur général des Chantiers de l'Atlantique (1984-1989), Président-directeur général des Chantiers de l'Atlantique (1989-1994)
- Jean-Noël d’Acremont : président-directeur général des Chantiers de l'Atlantique (1994-1997)
- Patrick Boissier : président-directeur général des Chantiers de l'Atlantique (octobre 1997-février 2008), et directeur général du secteur Alstom Marine (1998-mai 2006)
- Jacques Hardelay : directeur général Aker Yards France puis STX France (juin 2006-février 2012)
- Laurent Castaing : directeur général STX France (depuis février 2012) devenu Chantiers de l'Atlantique (2018)

### Historique du capital
Le groupe industriel français Alstom devient propriétaire des Chantiers de l'Atlantique en 1976.
En 1998, le groupe Alsthom change de nom pour Alstom. Le groupe comporte alors une division Alstom marine, constituée des Chantiers de l'Atlantique et d'Alstom Leroux Naval, chantier naval situé à Lorient.
La branche perd 103 millions d'euros lors de l'exercice 2004, pour un chiffre d'affaires de 630 millions d'euros, réduit de plus de moitié en trois ans. Néanmoins depuis 2005, la construction et la commande de plusieurs paquebots pour la société Mediterranean Shipping Company (MSC), à environ 500 millions d'euros pièce offre des perspectives de croissance du point de vue financier comme du point de vue de l'emploi à Saint-Nazaire et dans sa région.
En mars 2006, la société de construction navale norvégienne Aker Yards rachète 75 % des parts d’Alstom marine et devient propriétaire des chantiers navals de Saint-Nazaire et de Lorient. Depuis le 1er juin 2006, le site appartient donc au groupe norvégien Aker Yards. L'homme d'affaires norvégien Kjell Inge Røkke à la tête d'Aker, la maison-mère d'Aker Yards, décide de se séparer du groupe de chantiers navals. Après avoir réduit sa participation de 75 % à 40,1 % entre l'été 2006 et l'hiver 2007, Aker ASA vend le reste de ses actions en flottant en mars 2007.
Dans la nuit de lundi 22 octobre au mardi 23 octobre 2007, la société coréenne STX Offshore & Shipbuilding via STX Business, reprend par surprise 39,2 % du capital d'Aker Yards en flottant à la bourse d'Oslo,.
Après validation de la Commission européenne, Aker Yards (STX Europe) dont dépendent Les Chantiers de l'Atlantique est racheté le 3 novembre 2008 par la société coréenne STX Offshore & Shipbuilding. Le 6 novembre 2008, les Chantiers de l'Atlantique sont une filiale à 50,01 % de STX Offshore & Shipbuilding, avec une participation de 33,34 % de l'État français concernant STX France et continue à se spécialiser dans le paquebot de croisière.
En 2010, les 16 % de parts qu'Alstom détient encore sont cédés à STX Europe.
En 2013, afin d'obtenir des liquidités, STX, devant faire face à un fort endettement, a annoncé vouloir se séparer de STX Europe, et donc entre autres, des chantiers de Saint-Nazaire et de Lorient,.
Emmanuel Macron annonce, lors de la cérémonie de livraison du MSC Meraviglia, vouloir modifier le pacte d'actionnaires négocié avec Fincantieri. Fin juillet 2017, l'État français annonce la nationalisation provisoire des chantiers qui prendra effet mi-2018. Le 18 juillet 2018, la nationalisation décidée par le gouvernement français prend effet. Naval Group, la CofiPME et les salariés entrent au capital. STX France devient les Chantiers de l'Atlantique. Le projet de rachat par Fincantieri est finalement abandonné en 2021, laissant les chantiers nationalisés pour une durée indéterminée.

### Chiffres-clés
Grâce à un carnet de commandes reconstitué, l'entreprise voit son chiffre d'affaires et son résultat net augmenter fortement à la fin des années 2010.
|                    | 2012 | 2013 | 2014 | 2015 | 2016  | 2017  | 2018  | 2019  | 2020  | 2021  | 2022  | 2023  | 2024  |
| ------------------ | ---- | ---- | ---- | ---- | ----- | ----- | ----- | ----- | ----- | ----- | ----- | ----- | ----- |
| Chiffre d'affaires | 748  | 450  | 557  | 985  | 1 357 | 1 477 | 1 458 | 1 867 | 1 677 | 1 918 | 2 286 | 2 561 | 2 775 |
| Résultat net       | 1    | 3,5  | 1,2  | 4,2  | 0,4   | 3,8   | 22    | 57    | 61    | 98    | 85    | 128   | 110   |

## Accidents
- Lors de la construction du paquebot Monarch of the Seas, alors que le paquebot est en finition début décembre 1990, un incendie se déclare à bord, et détruit près d'un tiers du navire. La partie avant du navire doit alors être reconstruite.
- Lors de la construction du paquebot Queen Mary 2, l'effondrement d'une passerelle provoque la mort de 16 personnes le 15 novembre 2003. Un premier procès condamne les Chantiers et le sous-traitant responsable de la passerelle. Un second procès en appel les condamne plus lourdement, et condamne également quatre salariés[82].

### Filmographie
- 2005 : Un monde moderne, documentaire réalisé par Sabrina Malek et Arnaud Soulier